# Punyeta
|  | No s'ha de confondre amb Punyeta (indumentària). |

Les punyetes són uns dolços originaris de la ciutat de Roquetes. És un producte típic de la ciutat i d'una part de les Terres de l'Ebre que se sol menjar per esmorzar o berenar.
Consisteixen d'una pasta feta amb oli d'oliva, sucre, mistela, anís i farina que va farcida de massapà. Presenten una forma circular lleugerament ovalada que busca reproduir el voltant d'un puny. Van acordonades pel voltant, porten una ametlla al centre i estan enfarinades pel damunt.

## Origen
L'any 1990, en commemoració pels 140 anys de la independència de Roquetes, es va decidir fer un concurs de pastissers i forners per crear una pasta típica i original que es convertís en símbol de la ciutat.
Les bases del concurs foren:
- Cada participant podia presentar el nombre de pastes que volgués
- Podien utilitzar qualsevol ingredient, però havien de ser propis de la terra
- Havien de crear una pasta fàcil de portar, amb consistència, que no fos fràgil i no empastifés gaire
- La pasta havia de tenir una certa durada, ja que es pretenia convertir-la en un producte de record de la ciutat
- Per tal de difondre la recepta, el guanyador hauria de facilitar-la

Durant l'ocasió, els participants van preparar safates amb una quantitat d'onze pastes en total. Després d'una votació i un desempat, la pasta guanyadora resultà la punyeta.
El nom de la pasta fa referència a la frase feta popular  “ A Roquetes, les punyetes les venen fetes.” que feia referència a l'encaix dels gipons i camises dels pagesos. Aquest nom ben conegut ajudà a popularitzar-les, i es van fer públiques el dia 1 de juliol de 1990, per les Festes Majors.
Les punyetes es van convertir, llavors, en el dolç estrella de la ciutat.